# Irland i olympiska sommarspelen 1928
Irland deltog med 38 deltagare vid de olympiska sommarspelen 1928 i Amsterdam. Totalt vann de en guldmedalj.

## Medalj

### Guld
- Pat O'Callaghan - Friidrott, släggkastning.